# Râul Țigăncii
Râul Țigăncii este un curs de apă, afluent al râului Satului. 